# Dasypeltis atra
Dasypeltis atra — вид змій роду Яйцева змія (Dasypeltis) родини Полозові (Colubridae). Інша назва — яйцева змія гірська.

## Поширення
Цей вид зустрічається в Бурунді, Ефіопії, Кенії, Уганді, Демократичній Республіці Конго, Руанді, на півдні Судану і півночі  Танзанії.

## Опис
Голотип сягав 94,5 см завдовжки.